# LB/エルビー
LB/エルビーは、株式会社アイケイが展開する、日本の化粧品ブランドである。ドット4つでコンセプトであるてんとう虫を表した、ブランドロゴが特徴。
流行のメイクをセルフで手軽に取り入れられるメイクブランド。

## 概要
日本国内および東南アジア(12カ国)で展開しているグローバルブランド。

## ブランド名の由来
ブランド名である、LBは「Lady Bird」の略称。ヨーロッパでは古くから、「てんとう虫が身体にとまると幸せがやってくる」という言い伝えがあり、その願いが込められている。

## 主な商品
スマッジジェルアイライナー
同ブランドの主力商品のアイライナー。キャッチコピーは「滲ませて使うレディなアイライナー」。
ライトリフレクタークリーム
部分用化粧上地。キャッチコピーは「光を味方にしてオーラを纏うミス・オーロラ肌」。

## イメージモデル
- 初代は藤井リナ（2013年2月〜2017年1月）
- 2代目はダレノガレ明美（2017年2月〜）